# Habibi (bande dessinée)
Pour les articles homonymes, voir Habibi.
Habibi est un roman graphique de Craig Thompson, de 670 pages, en noir et blanc, publié aux éditions Pantheon en septembre 2011 aux États-Unis. La traduction française, collective, a été éditée en France chez Casterman en 2011.

## Synopsis
L'histoire raconte la jeunesse de deux esclaves, Dodola et Cham, dans un pays arabe imaginaire : vendue à un scribe toute jeune, Dodola assiste à l'assassinat de son mari par des voleurs au début de l’ouvrage. Après avoir sauvé la vie d'un enfant d’esclave noir qu’elle nomme Habibi (que l’on peut traduire par « mon amour » en arabe), ils trouvent refuge dans une épave de bateau échoué en plein désert. À partir de là, ces deux êtres vont évoluer dans ce monde arabe fantasmé ; au rythme de contes et d'histoires racontés par la jeune femme. 
L'histoire se décompose en neuf chapitres : 
- Le plan de la rivière
- Voiles des ténèbres
- Le viol de l’Éden
- Mirage
- La main de Fatima
- Noyade
- Le sceau de Salomon
- La prière de l'orphelin
- Respire

L'histoire est entrecoupée de versets de l'Ancien Testament et du Coran. La calligraphie arabe est très présente tout au long de l'album. On peut notamment remarquer la présence des légendes suivantes : 
- Le sacrifice d’Isaac (Coran et Genèse)
- Moïse dans la corbeille sur le Nil (Livre de l'exode)
- La Reine de Saba (Livre des Rois, Livre des Chroniques, Coran) et sa rencontre avec le Roi Salomon
- L’arbre paradisiaque Touba (Hadith)
- Le récit de Job (Coran et Livre de Job)
- La Bouraq et l’ascension des 7 ciels (Hadith)
- Le récit du Déluge et de Noé (Coran et Genèse)

Et d’autres histoires inspirées de légendes non religieuses, tel que la tortue de Luo Shu (lié au Carré de Luo Shu, d’ésotérisme chinois), ou encore le carré magique Buduh, des alchimistes.  
Cet album a fait partie de la sélection officielle du festival d'Angoulême 2012  et a également valu à Craig Thompson d'être récompensé par le prestigieux Eisner Award du meilleur auteur complet (scénariste/dessinateur) en 2012 .

## Publication

### En langue originale (anglais américain)
Habibi, Pantheon Books, septembre 2011  (ISBN 9780375424144)

### En français
Habibi, Casterman, coll. Écritures, octobre 2011, traduction collective : version classique  (ISBN 978-2-203-00327-9), version couverture dorée  (ISBN 978-2-203-00327-9). Cette bande dessinée existe en deux versions chez Casterman : une classique sur fond blanc et une plus luxueuse, dont la couverture est marron et dorée avec un médaillon où sont dessinés les 2 héros.

#### Ouvrages
- Thierry Groensteen, « Craig Thompson, Habibi », dans Un art en expansion. Dix chefs-d'œuvre de la bande dessinée moderne, Les Impressions nouvelles, 2015 (ISBN 978-2-87449-300-3), p. 191-214.
- Paul Gravett (dir.), « Les années 2000 : Habibi », dans Les 1001 BD qu'il faut avoir lues dans sa vie, Flammarion, 2012 (ISBN 2081277735), p. 938.

#### Presse
- Sébastien Naeco, « Habibi, livre-vie, livre-amour, livre-pont », sur lecomptoirdelabd, 3 novembre 2011
- AFP avec Le Figaro, « La BD Habibi récompensée », Le Figaro,‎ 26 janvier 2012 (lire en ligne)
- Aurelia Vertaldi, Olivier Delcroix et Craig Thompson, « «Habibi est un album sur le traumatisme sexuel» », Le Figaro,‎ 25 octobre 2011 (lire en ligne)
- Julien Bisson, « Le retour tant attendu de Craig Thompson », L'Express,‎ 20 octobre 2011 (lire en ligne)
- Gilles Médioni, « Habibi, hommage de la BD aux arts islamiques », L'Express,‎ 10 novembre 2011 (lire en ligne)
- Olivier Delcroix, « Le terrible conte oriental de Craig Thompson », Le Figaro,‎ 27 octobre 2011
- Eric Loret, « Un solide Habibi : Des Mille et Une Nuits post-11 Septembre sous le trait virevoltant de Craig Thompson », Libération,‎ 20 octobre 2011
- Lucie Servin, « Habibi, un conte graphique à la croisée de tous les mythes », L'Humanité,‎ 29 décembre 2011
- Jean-Claude Loiseau, « Habibi, Craig Thompson », Télérama,‎ 12 novembre 2011
- (en) Robyn Creswell, « Alas, Babylon. Habibi, written and illustrated by Craig Thompson », The New York Times,‎ 16 octobre 2011
- Gilles Médioni, « L'Orient en noir et blanc », L'Express,‎ 9 novembre 2011
- Daniel Couvreur et Craig Thompson, « Les Mille et Une Nuits de l'eunuque », Le Soir,‎ 18 novembre 2011
- (en) Neel Mukherjee, « Habibi », Financial Times,‎ 23 septembre 2011